# 三軒町 (豊田市)
三軒町（さんげんちょう）は、愛知県豊田市の町名。現行行政地名は三軒町1丁目から8丁目。

## 地理
豊田市西部、挙母地区の中央部に位置し、東は小坂町、南は小川町・広久手町、北は宮上町に接する。

### 河川
- 逢妻男川 - 町域南部の8丁目で端を発する。

## 世帯数と人口
2023年（令和5年）1月1日現在の世帯数と人口は以下の通りである。
| 町丁   | 世帯数    | 人口    |
| ------ | --------- | ------- |
| 三軒町 | 1,018世帯 | 2,383人 |

### 人口の変遷
国勢調査による人口および世帯数の推移。
| 1995年（平成7年）  | 592世帯 1641人 |  |
| 2000年（平成12年） | 697世帯 1992人 |  |
| 2005年（平成17年） | 806世帯 2213人 |  |
| 2010年（平成22年） | 892世帯 2374人 |  |
| 2015年（平成27年） | 909世帯 2315人 |  |

## 学区
市立小・中学校に通う場合、学区は以下の通りとなる。
| 番・番地等           | 小学校               | 中学校               | 高等学校普通科 |
| -------------------- | -------------------- | -------------------- | -------------- |
| 下記以外             | 豊田市立衣丘小学校   | 豊田市立朝日丘中学校 | 三河学区       |
| 1丁目・3丁目の各一部 | 豊田市立小清水小学校 | 豊田市立逢妻中学校   | 三河学区       |

## 歴史

### 沿革
1959年（昭和34年）5月1日 - 大字挙母・宮口の各一部より、三軒町が成立。

## 施設
- 豊田市立衣丘小学校
- 三井屋工業株式会社 本社・本社工場・第2工場
- メイドー豊田工場
- トヨタ中央自動車学校
- エディオン豊田本店
- 秋葉神社
- サンコール株式会社 名古屋支店・豊田工場
- スギドラッグ三軒町店

## 交通
- 国道153号
- 愛知県道520号豊田東郷線
- 内環状線

## その他

### 日本郵便
- 郵便番号 : 471-0037[3]（集配局：豊田郵便局[12]）。